# Eloeophila marmorea
Eloeophila marmorea är en tvåvingeart som först beskrevs av Alexander 1934.  Eloeophila marmorea ingår i släktet Eloeophila och familjen småharkrankar. Inga underarter finns listade i Catalogue of Life.